# Malsapur, Gulbarga
Malsapur là một làng thuộc tehsil Gulbarga, huyện Gulbarga, bang Karnataka, Ấn Độ.